# Ansprache Hitlers vor den Oberbefehlshabern am 23. November 1939
Die Ansprache Hitlers vor den Oberbefehlshabern am 23. November 1939 war eine Rede Adolf Hitlers vor etwa 180 bis 200 Generälen und Offizieren der Wehrmacht, bei der er seine Absicht verkündete, den Westfeldzug zu beginnen. Eine Aufzeichnung der Rede wurde beim Nürnberger Prozess gegen die Hauptkriegsverbrecher als Schlüsseldokument verwendet (Dokument PS-789).

## Vorgeschichte
Am 3. September 1939 erklärten Frankreich und Großbritannien wegen des deutschen Überfalls auf Polen Deutschland den Krieg. Daraufhin kam es zum sogenannten Sitzkrieg, bei dem keine Seite größere militärische Handlungen durchführte. Am Tage der Kapitulation Polens rief Hitler die Oberbefehlshaber der drei Wehrmachtsteile in die Reichskanzlei und eröffnete ihnen, dass er noch in diesem Jahr im Westen zur Offensive übergehen wolle. Dies begründete er damit, dass die Zeit für den Gegner arbeite, der Ruhm durch den Überfall auf Polen ausgenutzt werden müsse, der sonst verblasse, sowie mit dem momentanen Rüstungsvorsprung und der Bedrohung des Ruhrgebietes. Am 22. Oktober hatte Hitler den Angriffstermin im Westen auf den 12. November 1939 festgelegt. Aufgrund der Wetterlage wurde der Angriff insgesamt 29-mal verschoben, bis er schließlich am 10. Mai 1940 stattfand. Am 9. Oktober 1939 verfasste Hitler eine 58-seitige Denkschrift zur Frage des Westfeldzuges und führte darin über das Kriegsziel aus:

„Das Ziel dieses Kampfes liegt, wie schon betont, auf der Seite des Gegners in der Auflösung bzw. in der Vernichtung des Deutschen Reiches. Das deutsche Kriegsziel hat demgegenüber in der endgültigen militärischen Erledigung des Westens zu bestehen, d. h. in der Vernichtung der Kraft und Fähigkeit der Westmächte, noch einmal der staatlichen Konsolidierung und Weiterentwicklung des deutschen Volkes in Europa entgegentreten zu können.“

## Ablauf
Wahrscheinlich am 21. November 1939 erging der Befehl an die Generalität, am Donnerstag, dem 23. November um 12 Uhr, in der Neuen Reichskanzlei zu einer Besprechung zu erscheinen. Die Ansprache Hitlers dauerte eineinhalb Stunden und fand im Konferenzsaal statt.
Anwesend waren die Oberbefehlshaber der drei Wehrmachtteile, der Heeresgruppen und Armeen, die Chefs der Luftflotten und die kommandierenden Generäle, die Chefs der Generalstäbe bis zu den Armeekorps, die entsprechenden Dienstgrade der Marine und Luftwaffe sowie mehrere Offiziere des OKW und des OKH.
Um 14:30 Uhr hielt Hitler noch eine zweite Ansprache nur an die Oberbefehlshaber der Heeresgruppen, Armeen und Korps.
Am Abend nach der Rede äußerte Hitler gegenüber seinem Adjutanten Nicolaus von Below, dass er bereits im Frühjahr die Truppen für einen Angriff auf die Sowjetunion wieder frei haben wolle.

## Inhalt
Hitler begann mit der Aussage, er wolle den Anwesenden einen Einblick in seine Gedankenwelt geben und seine Entschlüsse mitteilen. Er eröffnete den Anwesenden, er schrecke nicht davor zurück, auch „brutale Entschlüsse“ zu fassen. Er betonte die Wichtigkeit der weltanschaulichen Erziehung des Volkes für den Krieg. Hitler bekannte, dass er sich lange darüber im Unklaren gewesen sei, ob er den Krieg im Westen oder im Osten eröffnen solle. In der Begründung des Entschlusses zum Krieg bezog er sich auf die nationalsozialistische Vorstellung des Lebensraums:

„Die steigende Volkszahl erforderte größeren Lebensraum. Mein Ziel war, ein vernünftiges Verhältnis zwischen Volkszahl und Volksraum herbeizuführen. Hier muß der Kampf einsetzen. Um die Lösung dieser Aufgabe kommt kein Volk herum oder es muß verzichten und allmählich untergehen. Das lehrt die Geschichte. Zuerst Völkerwanderung nach Südosten, dann Anpassung der Volkszahl an den geringen Raum durch Auswanderung. In den letzten Jahren Anpassung der Volkszahl an den ungenügenden Raum durch Verminderung der Geburten. Dies würde zum Volkstod, zur Ausblutung führen. Geht ein Volk diesen Weg, so werden alle Schwächen mobilisiert. Man verzichtet auf Gewalt nach außen und wendet die Gewalt gegen sich selbst an durch Tötung des Kindes. Das bedeutet die größte Feigheit, Dezimierung der Zahl und Entwertung. Ich habe mich zum anderen Weg entschlossen: Anpassung des Lebensraums an die Volkszahl. Wichtig ist eine Erkenntnis: der Staat hat nur dann einen Sinn, wenn er der Erhaltung seiner Volkssubstanz dient. Bei uns handelt es sich um 82 Millionen Menschen. Das bedeutet größte Verpflichtung. Der, der diese Verpflichtung nicht auf sich nimmt, ist nicht wert, dem Volkskörper anzugehören. Dies gab mir die Kraft zum Kampf. Es ist ein ewiges Problem, die Zahl der Deutschen in Verhältnis zu bringen zum Boden. Sicherung des notwendigen Raumes. Keine geklügelte Gescheitheit hilft hier, Lösung nur mit dem Schwert. Ein Volk das die Kraft nicht aufbringt zum Kampf, muß abtreten. Die Kämpfe sind anders geworden als vor 100 Jahren. Heute können wir von einem Rassenkampf sprechen. Heute kämpfen wir um Ölfelder, Gummi, Erdschätze usw.“

Zudem müsse man einer englisch-französischen Offensive gegen das Ruhrgebiet „zuvorkommen“, außerdem brauche man für den U-Boot- und Minenkrieg gegen England eine bessere Ausgangslage. Den Entschluss, Frankreich und England anzugreifen, verkündete er mit den Worten:

„Mein Entschluß ist unabänderlich. Ich werde Frankreich und England angreifen zum günstigsten und schnellsten Zeitpunkt.“

Die Wahl stehe zwischen „Sieg oder Vernichtung“. Ohne Angriff sei der Krieg nicht siegreich zu beenden. Er beschwor die Überlegenheit der Wehrmacht und der deutschen Rüstungsindustrie:

„Heute haben wir eine Überlegenheit, wie wir sie nie gehabt haben […] Wir sind heute dem Gegner überlegen, auch zahlenmäßig im Westen. Hinter der Armee steht die stärkste Rüstungsindustrie der Welt.“

Und er endete mit den Worten:

„Nach außen keine Kapitulation, nach innen keine Revolution.“

## Reaktion
Am Abend nach der Rede bot der Oberbefehlshaber des Heeres Walther von Brauchitsch Hitler den Rücktritt an, was Hitler jedoch ablehnte. Helmuth Groscurth notierte über die Rede in seinem Tagebuch:

„Am 23.11. bin ich in der Reichskanzlei bei der 2stündigen Ansprache des Führers an die Befehlshaber. Erschütternder Eindruck eines wahnsinnigen Verbrechers“

Der General Fedor von Bock notierte in seinem Tagebuch:

„Durch alle Ausführungen leuchtet eine gewisse Mißstimmung gegen die Führer des Heeres. Marine und Luftwaffe werden als Vorbilder der Tatkraft hingestellt. Der Grund ist klar: Der Führer weiß, daß die Masse der Generale an einen kriegsentscheidenden Erfolg des Angriffs in diesem Zeitpunkt nicht glaubt.“

Der General Hermann von Witzleben berichtete:

„es war kurz nach der Rede zu beobachten, daß die Aufspaltung des Offizierskorps in zwei Lager sich deutlich erwies. Es herrschte ebenso viel Empörung wie nahezu begeisterte Zustimmung“

## Überlieferungen der Rede
Das Dokument PS-789 wurde in Flensburg bei den OKW-Akten von den Alliierten erbeutet und am 26. November 1945 als Beweismittel im Nürnberger Prozess eingebracht. Das Dokument besteht aus losen Blättern, ohne Datum, Unterschrift, Kopf und Geheimvermerk, wie bei Dokumenten sonst üblich.
Daneben gibt es drei weitere Nachschriften, zum einen eine Aufzeichnung in Stichworten vom Kommandeur des X. Armeekorps General Hansen (Nürnberger Dokument NOKW-482) vom 4. Dezember 1939, die Aufzeichnungen vom General Hermann Hoth (Nürnberger Dokument NOKW-2717) und eine Nachschrift vermutlich von Helmuth Groscurth, die sich im Militärarchiv Freiburg befindet. Alle vier Dokumente stimmen in ihren Gedankengängen im Wesentlichen überein, so dass der Text des Dokuments PS-789 als gesichert gilt.
Im Tagebuch von General Ritter von Leeb befindet sich eine kurze Skizzierung der ersten Rede und auch der zweiten, am Nachmittag gehaltenen.
Weiterhin existiert ein Tagebucheintrag vom 26. November 1939, des allerdings nicht anwesenden Generalstabsoffiziers Hans Meier-Welcker, der die Rede kurz skizziert. Dort heißt es über die Motive Hitlers:

„Die Wehrmacht als Truppe bezeichnete er als gut. Besonders die Marine bekam ein dickes Lob über ihre Einsatzbereitschaft. Die Wehrmächte unserer Westgegner bezeichnete er als weniger gut und in der Rüstung hinter uns. Diese Tatsache und die Gefahr von Rußland her im Falle eines Todes von Stalin bezeichnete er als ausschlaggebend für den Entschluß zum Angriff im Westen.“